# Rolling Thunder Pictures
Rolling Thunder Pictures (RTP) war eine Tochterfirma des Filmstudios Miramax.
Gegründet wurde RTP 1995 von Quentin Tarantino – zusammen mit den Brüdern Harvey und Bob Weinstein –, der über dieses Label Filme wie z. B. Chungking Express und Klassiker auf DVD und Video veröffentlichen und damit einer breiteren Masse zugänglich machen wollte. Bei der Namensgebung ließ er sich vom Originaltitel des Flynn-Action-Thrillers Der Mann mit der Stahlkralle inspirieren. Viele dieser Filme kamen auch in Zusammenarbeit mit Grindhouse Releasing wieder ins Kino, darunter Filme wie Über dem Jenseits (The Beyond) oder Die Bronx-Katzen (Switchblade Sisters).
1998 stellte Miramax die Wiederaufführung alter Filmperlen wieder ein. Die Firma existiert mittlerweile nur noch auf dem Papier. Die letzte RTP-Veröffentlichung war die DVD von Curdled.